# Pavel Antonovič Gromnickij
Pavel Antonovič Gromnickij (ukrajinsky Павло Антонович Громницький) (15. prosince 1889 – 28. srpna 1977 Praha) byl ukrajinský malíř 20. století.

## Život a dílo
Narodil se na Ukrajině ve vesnici Gromnica v Dněpropetrovské oblasti (dříve Jekatěrinosovská provincie). Během občanské války bojoval na straně nezávislé Ukrajiny a později byl v Československu držen v táboře pro internované vojáky v okolí Josefova.
Studoval na Akademii umění v St. Petěrburgu u krajinkáře Nikolaje Nikanoroviče Dubovského (rusky Николай Никанорович Дубовский). V roce 1922 zavítal do Prahy, kde navštívil ateliér krajináře Ferdinanda Engelmüllera a Ukrajinskou akademii výtvarných umění. Od roku 1923 do roku 1925 studoval v dílně Henriho Matisse v Paříži, který mu spolu s podporou Pabla Picassa, umožnil zorganizovat osobní výstavu v Paříži v roce 1925. Cestoval do Itálie, Indie, Tibetu, Japonska, Ameriky a na pozvání norského krále pracoval také v Oslu (díky výstavě v Paříži (1925) podporované H. Matissem a P. Picassem). V roce 1928 se vrátil do Prahy, kde se stal známým autorem mnoha krajin, zátiší a portrétů. Například pro interiér sanatoria ve Starém Smokovci na Slovensku namaloval 2 monumentální obrazy Tater. Pár děl vytvořil pro Parlament Československa.

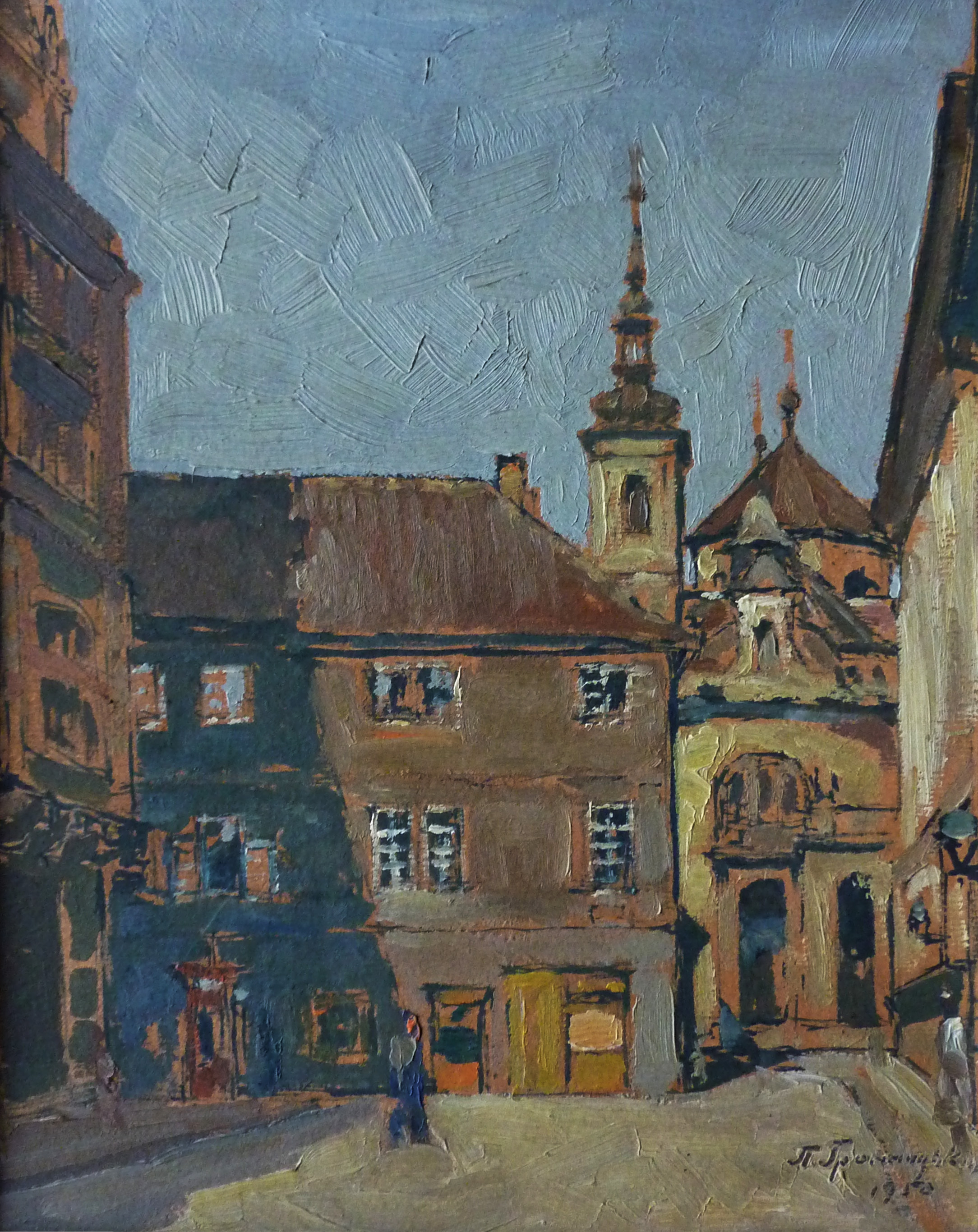
Staré Město pražské

Mezi jeho díla patří např. obraz Staré Město pražské. Je také autorem projektu památníku karpatsko-ruského spisovatele Alexandra Duchnoviče v Prešově (1963).
Osobní výstavy v různých letech se konaly v Paříži, Vídni a Praze. V roce 1952 se vrátil do Prahy, kde tvořil a žil dalších 25 let, než 28. srpna 1977 zemřel. Je pohřben na hřbitově Malvazinky v Praze. Jeho práce jsou v muzeích a soukromých sbírkách na Ukrajině, v České republice, Francii, Norsku a Spojených státech amerických. Mnoho prací je v Muzeu ukrajinské kultury ve Svidníku, kde se v roce 1989 konala pamětní výstava.